# Johnny Mandel
John Alfred Mandel (ur. 23 listopada 1925 w Nowym Jorku, zm. 29 czerwca 2020 w Ojai) – amerykański kompozytor i aranżer popularnych piosenek, muzyki filmowej i jazzu. Muzycy, z którymi współpracował to Count Basie, Frank Sinatra, Peggy Lee, Anita O’Day, Barbra Streisand, Tony Bennett, Diane Schuur i Shirley Horn.
Mandel skomponował, poprowadził i zaaranżował muzykę do wielu ścieżek dźwiękowych do filmów. Jego najwcześniejszym osiągnięciem była praca przy obrazie I Want to Live! w 1958, który był nominowany do Nagrody Grammy.
Inne kompozycje Mandela to Suicide Is Painless (motyw z filmu i serialu M*A*S*H), Close Enough for Love, Emily i A Time for Love (nominowany do nagrody Nagroda Akademii). Napisał wiele partytur filmowych, w tym partyturę do filmu „Brodziec”. Piosenka miłosna tego filmu, The Shadow of Your Smile, którego współautorem był Paul Francis Webster, zdobyła nagrodę Akademii w 1965 za najlepszą piosenkę oryginalną oraz Grammy Award za piosenkę roku w 1966.

## Wczesne życie
Urodził się w rodzinie żydowskiej. Jego rodzicami byli Alfred, producent odzieży i Hannah (Hart-Rubin), śpiewaczka operowa, która odkryła, że jej syn ma słuch absolutny w wieku pięciu lat. Pochodził z żydowskiej rodziny. Mandel otrzymał lekcje gry na fortepianie, ale przeszedł na trąbkę, a później puzon.

## Kariera
Studiował w Manhattan School of Music i Juilliard School. W 1943 grał na trąbce ze skrzypkiem jazzowym Joe Venuti. W następnym roku pracował w 1944 z Billym Rogersem i puzonem w zespołach takich muzyków, jak Boyd Raeburn, Jimmy Dorsey, Buddy Rich, Georgie Auld i Chubby Jackson. W 1949 towarzyszył piosenkarzowi June Christy w orkiestrze Boba Coopera. W latach 1951–1953 grał i aranżował muzykę w orkiestrze Elliota Lawrence'a, w 1953 z Count Basie. Później mieszkał w Los Angeles, gdzie grał na trąbce basowej dla Zoot Sims.
W 1944 został absolwentem New York Military Academy w Cornwall-on-Hudson w Nowym Jorku. Napisał kompozycje jazzowe, w tym Not Really the Blues dla Woody'ego Hermana w 1949, Hershey Bar (1950) i Pot Luck (1953) dla Stana Getza, Straight Life (1953) i Low Life (1956) dla Counta Basiego, a także Tommyhawk (1954) dla Cheta Bakera.
Wykonał na fortepianie kompozycję Gnossiennes nr 4 i nr 5 Erika Satie do filmu Being There (1979).
Zdobył Grammy za najlepszy instrumentalny towarzyszący wokal w 1981 za piosenkę Velas autorstwa Quincy'ego Jonesa, i ponownie w 1991 za utwór Natalie Cole i Nata Kinga Cole'a Unforgettable, a rok później po raz kolejny za album Here's to Life autorstwa Shirley Horn.
W 2004 Mandel zaaranżował album Tony'ego Bennetta The Art of Romance. Bennett i Mandel współpracowali wcześniej przy albumie Bennetta pt. The Movie Song Album (1966), dla którego Mandel zaaranżował i poprowadził utwory Emily i The Shadow of Your Smile, a także był dyrektorem muzycznym albumu.
Johnny Mandel, Człowiek i jego muzyka z udziałem The DIVA Jazz Orchestra i wokalistki Ann Hampton Callaway został nagrany na żywo w Jazz w klubie Coca-Coli w Lincoln Center w Dizzy w maju 2010, a wydany przez Arbors Records w marcu 2011.

## Życie osobiste i zaszczyty
Mandel poślubił Lois Lee w 1959 i Martha Blanner w 1972 i miał córkę Marissę urodzoną w 1976. Mandel był także kuzynem kompozytora filmowego Milesa Goodmana.
Mandel otrzymał tytuł doktora honoris causa muzyki od Berklee College of Music w 1993. Był laureatem nagrody NEA Jazz Masters Award 2011. Następnie otrzymał nagrodę Grammy Trustees Award w 2018, która jest przyznawana przez The Recording Academy „osobom, które podczas kariery muzycznej wniosły znaczący wkład, poza występem, w dziedzinie nagrywania”.
Mandel zmarł 29 czerwca 2020 w wieku 94 lat. Wieść o jego śmierci została po raz pierwszy ogłoszona przez jego przyjaciela i muzyka Michaela Feinsteina, który nie podał dalszych szczegółów.

## Wybrane prace

### Kompozycje
- A Christmas Love Song (teksty Alana Bergmana i Marilyn Bergman)
- Close Enough for Love (tekst Paula Williamsa)
- Emily (tekst – Johnny Mercer)
- Little Did I Dream (tekst Davida Frishberga)
- The Shadow of Your Smile (tekst Paula Francisa Webstera)
- Suicide Is Painless (tekst Mike Altman)
- Summer Wishes, Winter Dreams (tekst: Alan Bergman i Marilyn Bergman)
- A Time for Love (tekst Paula Francisa Webstera)
- Where Do You Start? (tekst: Alan Bergman i Marilyn Bergman)
- You Are There (tekst Dave'a Frishberga)
- The Moon Song (po raz pierwszy w reżyserii Charliego Hadena i Pat Metheny w Beyond the Missouri Sky, 1997)

### Aranżacje
- 1956: Hoagy Sings Carmichael autorstwa Hoagy Carmichael
- 1960: Ring-a-Ding-Ding! autor: Frank Sinatra
- 1962: I Dig the Duke! I Dig the Count! autor: Mel Tormé
- 1966: Emily i The Shadow of Your Smile z albumu The Movie Song Album Tony'ego Bennetta
- 1975: Mirrors Peggy Lee
- 1981: Velas z The Dude w wykonaniu Quincy Jonesa
- 1992: Here's to Life w wykonaniu Shirley Horn
- 1992: The Christmas album autorstwa Manhattan Transfer
- 1995: Pearls Davida Sanborna
- 1999: When I Look in Your Eyes autorstwa Diany Krall
- 2001: You're My Thrill autorstwa Shirley Horn
- 2004: The Art of Romance autorstwa Tony'ego Bennetta
- 2009: Love Is the Answer autorstwa Barbary Streisand

### Filmografia
Johnny Mandel skomponował i / lub zaaranżował muzykę do następujących filmów lub programów telewizyjnych:
- 1958: Chcę żyć!
- 1960: Trzeci głos
- 1961: Łamacze prawa
- 1963: Drums of Africa
- 1964: The Americanization of Emily
- 1965: Brodziec
- 1965: Mister Roberts (serial telewizyjny; 1 odcinek)
- 1966: Ruchomy cel
- 1966: Rosjanie nadchodzą
- 1966: Bob Hope Presents the Chrysler Theatre (serial; 2 odcinki)
- 1967: Zbieg z Alcatraz
- 1968: Ładna trucizna
- 1969: Niebo z bronią
- 1969: Ów chłodny dzień w parku
- 1969: Some Kind of a Nut
- 1970: M*A*S*H
- 1970: Mężczyzna, który miał władzę nad kobietami
- 1972: M*A*S*H (serial telewizyjny; 12 odcinków)
- 1972: Podróż przez Rosebud
- 1972: Molly and Lawless John
- 1973: Ostatnie zadanie
- 1973: Letnie życzenia, zimowe marzenia
- 1974: W.
- 1975: Ucieczka na Górę Czarownic
- 1976: Zwariowany piątek
- 1976: Żeglarz, który utracił łaski morza
- 1979: Agata
- 1979: Wystarczy być
- 1979: The Baltimore Bullet
- 1980: Too Close for Comfort (serial telewizyjny; 2 odcinki)
- 1980: Golfiarze
- 1982: Śmiertelna pułapka
- 1982: Lookin 'to Get Out
- 1982: Werdykt
- 1986: Niesamowite historie (serial; 1 odcinek)
- 1989: Brenda Starr

### Dyskografia
- 1953: Dance Session z Count Basie (Clef)
- 1966: Quietly There, Kwintet Billa Perkinsa (Riverside)
- 1958: A Sure Thing: David Allen Sings Jerome Kern (Pacific Jazz)
- 1983: The Shadow of Your Smile...Pinky Winters Sings Johnny Mandel...with Lou Levy (Cellar Door)
- 1984: Zoot Sims Plays Johnny Mandel: Quietly There (Fantasy)
- 1993: A Time for Love... The Music of Johnny Mandel, Bill Watrous (GNP Crescendo)
- 1994: Fred Hersh Plays Johnny Mandel: I Never Told You So (Varèse Sarabande)
- 2011: Johnny Mandel, Człowiek i jego muzyka, z The DIVA Jazz Orchestra i Ann Hampton Callaway (Arbors)
- 2014: Quietly There, Harry Allen/Jan Lundgren Quartet (Stunt)